# Герб Ноябрьска
Герб муниципального образования город Ноя́брьск Ямало-Ненецкого автономного округа Тюменской области Российской Федерации — относится к числу муниципальных гербов и является символом прав и ответственности органов местного управления, участием граждан в самоуправлении. Герб города Ноябрьска одновременно служит официальной основной эмблемой органов самоуправления и «визитной карточкой» города в целом.
Герб утверждён Решением № 133-Д Ноябрьской городской Думы 21 сентября 1999 года.
Герб внесён в Государственный геральдический регистр Российской Федерации с присвоением регистрационного номера 558.

## Описание герба
"В поле щита расположена состоящая из геральдических фигур композиция с симметричными общими очертаниями.
Основным цветом герба является цвет фона (поля щита) — синий.
В лазоревом (сине-голубом) поле с включённой оконечностью того же цвета вогнуто отвлечённое пурпурное острие, позади вершины которого — серебряный безант (диск) с составной каймой из широких серебряных и «их четырёхчастно составленных чёрно-серебряных частей, окружённый вплотную широким кольцом из узких золотых и широких восьмичастно составленных черно-серебряных частей. В оконечности острие сопровождено возникающим серебряным безантом, образующим земной шар, с одной параллельной, в цвет поля, и двумя такими же меридианами ниже параллели. Посередине острие обременено серебряной изломанной нитью в виде двух правых перевязей и одной левой перевязи между ними. Поверх острия — два серебряных бруска, из которых нижний длиннее, бруски соединены с нитью того же метала, положенной в столб, спускающейся от верхнего бруска вниз к оконечности, переменяющей на безанте (земном шаре) цвет на пурпурный и завершающейся малым клинчато раздвоенным вниз гонтом».

## Символика герба
Символика герба проста и понятна: стилизованная буровая вышка, разбуривающая северную часть земного шара, символизирует профилирующий род занятий населения города.
Северная часть земного шара говорит о географическом положении города.
Стилизованное солнце символизирует молодость и перспективность города.
Лазоревый цвет — символ чести, славы, преданности, истины, красоты, добродетели и чистого неба.
Серебро — символ простоты, совершенства, благородства, мира, взаимосотрудничества.
Золото — символ изобилия.
Чёрный — мудрости.
Пурпурный — достоинство и благородство.

## История герба
Первый вариант герба города Ноябрьска был утверждён 12 марта 1989 года Решением VIII сессии X созыва Ноябрьского городского Совета народных депутатов.
Автор герба — Сергей Паньков.
Первый вариант герба по композиции мало чем отличался от ныне действующего, за исключением расцветки поля щита и отдельных элементов рисунка герба. В первом варианте герба было нарушено геральдическое правило тинктур.
14 декабря 1995 года Решением городской Думы — собрания полномочных представителей № 10д было принято решение «О гербе, флаге и гимне города Ноябрьск».
21 сентября 1999 года было принято новое Положение о гербе муниципального образования «Город Ноябрьск», в котором было изменена цветовая гамма герба и дано его геральдическое описание. Акты, ранее утверждавшие городской герб (решения от 12.3.1989, 14.12.95), были признаны утратившими силу.